# Альфред Гічкок
Сер Альфред Джозеф Гічкок (Хічкок; англ. Alfred Hitchcock; 13 серпня 1899, Лейтонстоун, Волтем-форест, Лондон — 29 квітня 1980, Лос-Анджелес, Каліфорнія, США) — англійський кінорежисер, продюсер, сценарист. Працював у Великій Британії та США. Його ім'я пов'язане зі становленням жанру «трилерів» (від англ. thrill — «тремтіння») та з поняттям «саспенс» (від англ. suspense — «невизначеність») у кіно. Гічкок умів майстерно створювати в своїх фільмах атмосферу тривожної невизначеності, напруженого очікування, передчуття чогось жахливого. Вважається однією з найвпливовіших постатей в історії кіно.
Протягом кар'єри довжиною в шість десятиліть, він зняв понад 50 повнометражних фільмів. Відомий також чисельними епізодичними появами (камео) у власних фільмах. Його фільми були номіновані на премію «Оскар» 46 разів, шість з яких вони здобули, однак він за своє життя ніколи не отримував «Оскар» за найкращу режисерську роботу, хоч і номінувався п'ять разів.
Дебютував у якості режисера, створивши німий фільм «Сад насолод» (1925). Його перший успішний фільм, «Квартирант» (1927), став його першим трилером. Наступна його робота «Шантаж» (1927) стала першим британським «звуковим фільмом». Його трилери «39 сходинок» (1935) та «Леді зникає» (1938) вважаються одними з найкращих британських фільмів XX століття.
З 1940 року Гічкок почав роботу в Голлівуді, створивши фільми «Ребекка» (1940, премія «Оскар» за найкращий фільм), «Іноземний кореспондент» (1940), «Підозра» (1941), «Тінь сумніву» (1943) та «Лиха слава» (1946). Був номінований на «Оскар» як найкращий режисер за фільми «Ребекка», «Рятувальний човен» (1944), «Заворожений» (1945) та «Вікно у двір» (1954). Також відомий за трилерами та детективами «Незнайомці в потягу» (1951), «У випадку вбивства набирайте «М»» (1951), «Спіймати злодія» (1955), «Неприємності з Гаррі» (1955), «Запаморочення» (1958), «На північ через північний захід» (1959), «Психо» (1960), «Птахи» (1963) та «Марні» (1964), частина з яких входить в список 250 найрейтинговіших фільмів IMDb. Гічкок працював із найбільшими зірками Голлівуду того часу: чотири рази з Кері Ґрантом і Джеймсом Стюартом, три — з Інгрід Бергман і Грейс Келлі.
Кавалер орденів Мистецтв та літератури, Почесного легіону та Британської імперії.

## Біографія
Альфред Гічкок народився 13 серпня 1899 року в Лейтонстоуні, район Східного Лондона, у родині Вільяма Едгара Гічкока (1862—1914) та Емми Джейн Внелан (1863—1942). Мав молодшого брата Вільяма Джона (1888—1943) та старшу сестру Еллен Катлін (1892—1979).
Дитину назвали на честь батькового брата. Його батько працював бакалійником. Альфред виховувався католиком і навчався в єзуїтській класичній школі Св. Ігнатія у Стемфорд Гіл, оскільки обидва його батьки були греко-католиками з англійським та ірландським родоводом. Гічкок упродовж усього життя боявся поліціянтів і жодного разу не сів за кермо автомобіля через те, що в п'ятирічному віці за невелику провину на прохання батька його замкнули на кілька хвилин у камері поліцейського відділку. 
Коли Альфреду було 6 років, його родина переїхала у Лаймгаус та орендувала два магазини, у яких продавали фіш-енд-чипс. Зрештою його родина знову переїхала, коли йому було одинадцять, цього разу у Степні. 
Він був відправлений до Коледжу святого Ігнатія у Стамфорд Гіллі, відомого своїм високим рівнем дисципліни. Як спосіб покарання, священники використовували плаский, жорсткий, пружний інструмент, зроблений з гутаперчі. Покарання завжди відбувалось наприкінці дня, тому хлопцям доводилось сидіти впродовж усіх класів, очікуючи на нього. За словами Гічкока, саме тоді у нього розвинулось його особливе розуміння страху. Найулюбленішим його предметом була географія, він почав цікавитися картами, потягами, трамваями та автобусами.
Пізніше навчався в Лондонському університеті на інженера, а з 1920 року працював на кіностудії. Спочатку до його завдань входило малювання карток з іменами акторів для титрів, потім він почав складати сценарії й асистувати режисерам. У 1927 році зняв перший трилер «Квартирант». Йому належить перший британський звуковий фільм, що мав успіх у прокаті, — «Шантаж» (1929).
Зі своєю майбутньою дружиною кіномонтажеркою Альмою Ревілль Гічкок познайомився в 1923 році на зйомках фільму «Жінка — жінці» (англ. Woman to Woman). Вони одружилися у 1926 році та прожили разом до смерті Гічкока. У 1928 році Альма Ревілль народила єдину дитину — дочку Патрицію Гічкок, яка стала акторкою.
Із початком Другої світової війни виробництво фільмів у Великій Британії припинилося, і Гічкок поїхав у Голівуд (1939). Він почав працювати на зіркового продюсера Девіда Селзніка, який часто втручався у творчий процес, але водночас забезпечував фінансування й хорошу пресу. Завдяки його зв'язкам перший американський фільм Гічкока «Ребекка» виграв «Оскара» як найкраща стрічка року.
У 1940-ві роки Гічкок знімав приблизно по одному фільму щороку, а з 1948 року сам же їх і продюсував. Його улюбленими акторами були Кері Грант, Джиммі Стюарт, Грейс Келлі. Піку своєї кар'єри Гічкок досяг у 1950-ті роки з великобюджетними текніколоровими проєктами — іноді суто комедійними («Неприємності з Гаррі», «Спіймати злодія»), іноді знятими в естетиці «бондіани» («На північ через північний захід»). Починаючи з 1950-их років режисер активно працював на телебаченні (серіал «Альфред Гічкок представляє»).
Після фільмів «Вікно у двір» (1954) і «Запаморочення» (1959), які своїми нестандартними рішеннями, оповідальним і глибоким психологізмом вплинули на європейський артгауз, режисер почав застосовувати ще більш експериментальні, навіть шокуючі прийоми. Гучні картини «Психо» (1960) і «Птахи» (1963) стоять у творчості Гічкока осібно, іноді їх визначають як фільми жахів.
Альфред Гічкок часто хотів перетворити глядачів своїх стрічок на вуаєристів, викликаючи розмитість межі між провиною та невинуватістю. Час від часу виражав це безпосередньо. У фільмі «Вікно у двір» Джеффріс (грав Джиммі Стюарт) більшість часу шпигує за певною людиною. Ларс Торвальд (якого грає Реймонд Берр), стаючи, нарешті, лицем до лиця, питає: «Що вам від мене треба?». Берр може запитати про це ж аудиторію…
Починаючи з фільму «Марні» (1964), роботи Гічкока приймалися публікою і критиками вельми стримано. Незважаючи на критичне ставлення до комерційного голлівудського кіна, Гічкока боготворили критики французької «нової хвилі». Франсуа Трюффо не тільки помітив авторський погляд за ширмою розважального кінематографа — він зняв кілька фільмів, наслідуючи Гічкока, і опублікував книгу інтерв'ю зі своїм кумиром. Сильним впливом Гічкока відзначені також стрічки Клода Шаброля і Браяна Де Пальми.
У 1979 році Гічкок отримав премію Американського кіноінституту «За видатний внесок у кіномистецтво». 
Наприкінці свого життя разом зі сценаристами Джеймсом Костігану і Ернестом Леманном працював над сценарієм до шпигунського трилера «Коротка ніч». Проте фільм так і не був знятий. Головним чином причиною стало погіршення здоров'я режисера і проблеми, пов'язані зі здоров'ям його дружини Альми (інсульт). Сценарій було надруковано вже по смерті Гічкока. Пішов із життя в Лос-Анджелесі 29 квітня 1980 року. Церемонія похорону проходила в католицькій церкві в Беверлі-Гіллз. Тіло Гічкока було кремоване, а попіл розвіяний над Тихим океаном.

## Внесок у кінематограф
Надихаючись картинами німецьких експресіоністів (Мурнау та Фріца Лянґа), Гічкок почав працювати в кіно — спочатку в Англії, а з 1939 року в США. Вперше на його творчість звернули серйозну увагу критики французької «нової хвилі». Франсуа Трюффо першим достеріг авторський погляд за ширмою розважального кіно. Життєвий доробок Гічкока — 55 повнометражних стрічок, багато з яких стали класикою світового кінематографа, 21 телефільм для серії «Альфред Гічкок представляє» і 2 документальні фільми (обидва в 1944 році). Ще 2 кінороботи залишилися незавершеними.
Гічкок відомий також своїми камео. Він полюбляв з'являтися в епізодах власних фільмів: чи то в образі перехожого, чи вуличного роззявляки та ін. Загалом (особливо в пізні роки) прагнув створити навколо себе містичну атмосферу, ореол таємничості.

## Режисерський почерк
Фільми Гічкока засновані на страхові й саспенсі. Серед улюблених кінематографічних прийомів Гічкока зйомка «з очей» персонажа. Гічкоку також приписується винайдення техніки надшвидкого монтажу, яскраво продемонстрованого в знаменитій сцені вбивства в душі у фільмі «Психо». Зараз цю манеру монтажу часто називають «MTV-монтажем», бо в 1990-х її широко задаптували режисери відеокліпів, що демонструвалися на телеканалі MTV. Такий монтаж стали також часто застосовувати у трейлерах.
Також відзначено, що Гічкок полюбляв знімати в головних ролях «холодних» білявок (Ґрейс Келлі, Веру Майлз, Кім Новак, Джанет Лі, Тіппі Гедрен, Клод Жад).
Гічкок продумував сценарії своїх фільмів до найменших подробиць. За його словами, в нього в голові складалася ідеальна версія картини, а на знімальному майданчику зазвичай доводилося йти на компроміси, внаслідок яких фільм втрачав 40 % початкової якості. Режисер відомий також зневажливим ставленням до акторів. Для нього актори мали значення не більше, ніж декорації. Натякаючи на порівняння Гічкоком акторів із худобою, Керол Ломбард одного разу з'явилася на зйомки фільму «Пан та пані Сміт» з коровами. Щоправда, Гічкок відмовлявся від такого порівняння, стверджуючи, що його слова означали лише, що до акторів слід ставитися як до худоби.
Режисерський почерк Гічкока складався під впливом німецьких експресіоністів і російського (радянського) кіно; його фільми 1940-х перетинаються з нуаром. На його творчість вплинули Ейзенштейн, Пудовкін, Мурнау (Гічкок навіть написав про останнього статтю) і Девід Ворк Гріффіт. Він уважно прочитав книгу В. І. Пудовкіна «Техніка і зйомка фільмів», до якої увійшли найвідоміші на той момент статті російського режисера в англійському перекладі.
Він дуже дбайливо працював зі звуком, використовуючи несподівані ефекти для посилення того, що показано на екрані. Тій же меті служить оригінальна музика, як правило, написана Бернардом Геррманном.
Інгрід Бергман, характеризуючи його методи роботи, писала:
«Його режисерська досконалість полягає в умінні все підготувати заздалегідь. Немає нічого такого, чого б він не знав про свій фільм іще до того, як почне його знімати. Кожен штрих, кожен елемент декорації він спочатку готує в мініатюрі, а потім вже відтворює в студії. Йому не завжди навіть треба дивитися в об'єктив, він говорить: „Я знаю, як це виглядає“. Я не знаю жодного режисера, який працював би так, як він». 
Джанет Лі згадуючи роботу над фільмом «Психо», казала:
«Ретельно продумано було все: гардероб, чемодан, то, що я покладу в цей чемодан, залишаючи роботу. Він показав мені макети мізансцен, особливо готелю на початку фільму, і сказав, як саме кінокамера увійде в вікно і як вона буде стежити за героями, — і все це заради лаконічних ефектів».
Дональд Спото, автор капітальної праці про його життя і творчість, вважав фільми зрілого Гічкока «персональним екзорцизмом», спробою терапевтичної проєкції екзистенційного замішання («боргу, сексу, їжі і знищення»), що виникає в напрузі між двома типовими жінками свого життя і свого часу — Матір'ю-Дружиною (мати, його дружина Альма) і Кінозіркою (від Ґрейс Келлі до Тіппі Гедрен).

## Тематичні трилогії
Розглядаючи творчість Гічкока з позицій лаканівського психоаналізу, Славой Жижек поділяє його найвідоміші фільми на тематичні трилогії:
- «Не та людина» (1956), «Запаморочення» (1958), «На північ через північний захід» (1959) — три фільми, в яких головних героїв вважають не тими, ким вони є насправді.
- «Запаморочення», «На північ через північний захід» та «Психо» (1960) — головні герої намагаються штучно заповнити порожнечу, спричинену смертю коханої жінки («Запаморочення»), загадковою фігурою неіснуючої людини («На північ через північний захід») та смертю матері («Психо»), причому в останньому випадку Норман Бейтс намагається воскресити матір, зайнявши її місце в реальності.
- «На північ через північний захід», «Психо» та «Птахи» (1963) утворюють трилогію про порожнечу та дисбаланс у сімейних стосунках: відсутність постаті батька компенсується болісно роздутим материнським супереґо. Владна мати головного героя у всіх трьох фільмах ставиться до нього як до своєї власності, і своїм втручанням руйнує його спроби вибудувати повноцінні стосунки з іншими жінками[22].

## Дивакуватість
Сучасники Гічкока кажуть, що спочатку він видавався милою людиною, але довго терпіти його як співрозмовника було неможливо. У дитинстві Гічкок був відлюдником, відстороненим від інших дітей. Автор книги «Темна сторона генія» біограф Гічкока Дональд Спото показує його як жорстоку, боягузливу людину.
Гічкок був педантом: наприклад, біографії героїв у фільмах розробляв із особливою ретельністю, не пропускаючи жодної дрібної деталі.
Альфред мав досить специфічне почуття гумору. Він міг подарувати чотириста копчених рибинок людині, якій був огидний запах риби. При зйомках фільму «39 сходинок» головним героям довелося проходити весь день у наручниках, тому що режисер, за його твердженням, згубив ключі від них. Відомий також випадок, коли Гічкок подарував Мелані Гріффіт, коли та була в п'ятирічному віці, ляльку з обличчям її матері акторки Тіппі Гедрен, яка лежала в іграшковій труні. Причиною такого подарунка став конфлікт, що трапився на знімальному майданчику між Гедрен і Гічкоком. Гічкок також любив розсаджувати гостей на спеціальні подушки, що видавали непристойні звуки. Одного разу він пожартував над батьком письменниці Дафни дю Морьє — актором Джералдом дю Морьє, запросивши його в гості на маскарад. Всім іншим гостям він сказав, що це буде офіційний вечір. В результаті весь вечір Морьє провів серед смокінгів у костюмі турецького султана. Гічкок посилав акторці Вірі Майлз букети чорних троянд і листи, написані нібито шанувальником-маніяком. Відзначається, що знайомі й колеги Гічкока звикли до його бундючних риторичних питань, які він ставив виключно заради власної розваги.
Ще на зйомках картини «Леді зникає» акторка Маргарет Локвуд помітила, що після чаю, ранкового або полуденного, Гічкок кидав чашку через плече і чекав, поки вона розіб'ється. Ця звичка збереглася у нього на все життя, і він говорив, що це «добре для нервів. Знімає напругу. Набагато краще, ніж лаяти акторів». Гічкок протягом усього життя боявся поліцейських, і жодного разу не сів за кермо автомобіля через те, що в дитинстві за невеликий проступок за порадою батька його замкнули на десять хвилин у камері відділення поліції. Після того, як його випустили, поліцейський сказав йому, що саме так карають поганих людей. Надалі через острах поліцейських багато його фільмів були побудовані на підсвідомому страху перед несправедливим звинуваченням і переслідуванням.
Інгрід Бергман, яка довгий час підтримувала з ним дружні стосунки, писала про нього: 
"Його гумор, його гострий розум викликають захоплення. Думаю, він любить цілком реальних людей. Якщо на зйомках хто-небудь дошкуляв йому, він починав з ним розмову у властивій йому двозначній манері. Цілком начебто нормальна бесіда на ділі оберталася на цілковиту нісенітницю. Таким шляхом він позбувався непроханих гостей ". 
Марлен Дітріх, яку Гічкок вражав своїм спокоєм і авторитетом, виділяла такі його якості: 
«Він зачаровує, захоплює, завжди володіє собою. Зачаровує, не докладаючи до цього жодних зусиль. І разом з тим, він сором'язлива людина».
Гічкок страждав овофобією (або яйцефобією) — острахом перед предметами овальної форми. Гічкок дуже нервував при вигляді курячого яйця, поданого офіціантом.
Альфред Гічкок напам'ять знав назви і розташування нью-йоркських вулиць, а також графік руху поїздів у більшості штатів.
Коли у дружини Гічкока стався інсульт, він весь час, поки його дружині робили медичні процедури, просидів в ресторанчику навпроти. Надалі він ніколи не наближався до цього ресторанчика, пам'ятаючи всі ті почуття, які він пережив, коли його дружина потрапила в лікарню.
Альфред Гічкок боявся дивитися свої фільми. «Мене лякають мої власні фільми, — говорив він. — Я ніколи не ходжу на їх перегляд. Я не знаю, як люди можуть витримувати перегляд моїх фільмів».

## Визнання
Королева Єлизавета II в 1980 році, за 4 місяці до смерті режисера, нагородила його званням лицаря-командора Ордену Британської імперії, що надало йому право вживати титул «сер», попри те, що в 1956 році Гічкок набув громадянства США.
На його честь названо астероїд головного поясу 7032 Гічкок, відкритий 3 листопада 1994 року.
На стіні станції метро Лейтонстоун були викладені 17 мозаїк, які представляють фрагменти з фільмів Гічкока.
У 1993 році біля місця, де раніше був родинний будинок Гічкока, встановлена табличка з написом: Альфред Джозеф Гічкок, відомий кінорежисер, народився недалеко від цього місця за адресою 517 Гай-Роуд, Лейтонстоун 13 серпня 1899 року. Помер 29 квітня 1980.
У 2021 році у видавництві «Лабораторія» вийшла українською біографія Альфреда Гічкока від видатного журналіста Едварда Вайта — «Дванадцять життів Альфреда Гічкока. Історія короля саспенсу».
| Місце | Фільм                            |
| ----- | -------------------------------- |
| 31    | Вікно у двір                     |
| 32    | Психо                            |
| 60    | На північ через північний захід  |
| 66    | Запаморочення                    |
| 137   | Ребекка                          |
| 163   | У випадку вбивства набирайте «М» |
| 192   | Незнайомці в потягу              |
| 198   | Лиха слава                       |
| 242   | Мотузка                          |

## Фільмографія
За своє життя Альфред Гічкок зняв 55 повнометражних кінофільмів, багато з яких стали класикою світового кінематографу. Крім того, Альфред Гічкок зняв ще 21 телефільм для серії «Альфред Гічкок представляє» і два документальні фільми (обидва у 1944 році), ще 2 кінороботи залишилися незавершеними.

### Фільми
Німе кіно
- Номер 13 (1922, незакінчений)
- Завжди розповідай своїй дружині (короткометрівка, 1923)
- Сад насолод (1925)
- Гірський орел (загублений, 1926)
- Квартирант (1927)
- Ринг (1927)
- Вниз схилом (1927)
- Дружина фермера (1928)
- Легка поведінка (1928)
- Шампанське (1928)
- Людина з острова Мен (1929)

Звукове кіно
- Шантаж (1929)
- Юнона та павич (1930)
- Убивство! (1930)
- Дзвонить Елстрі (1930)
- Нечесна гра (1931)
- Мері (1931)
- Багаті та дивні (1931)
- Номер сімнадцять (1932)
- Віденські вальси (1934)
- Людина, що знала надто багато (1934)
- 39 сходинок (1935)
- Секретний агент (1936)
- Саботаж (1936)
- Молодий і невинний (1937)
- Леді зникає (1938)
- Таверна «Ямайка» (1939)
- Ребекка (1940)
- Іноземний кореспондент (1940)
- Містер і місіс Сміт (1941)
- Підозра (1941)
- Диверсант (1942)
- Тінь сумніву (1943)
- Рятувальний човен (1944)
- Aventure Malgache (короткометрівка, 1944)
- Щасливої дороги (короткометрівка, 1944)
- Заворожений (1945)
- Лиха слава (1946)
- Справа Парадайна (1947)
- Мотузка (1948)
- Під знаком Козерога (1949)
- Страх перед сценою (1950)
- Незнайомці в потягу (1951)
- Я сповідаюся (1953)
- У випадку вбивства набирайте «М» (1954)
- Вікно у двір (1954)
- Спіймати злодія (1955)
- Неприємності з Гаррі (1955)
- Людина, що знала надто багато (1956)
- Не та людина (1956)
- Запаморочення (1958)
- На північ через північний захід (1959)
- Психо (1960)
- Птахи (1963)
- Марні (1964)
- Розірвана завіса (1966)
- Топаз (1969)
- Безумство (1972)
- Сімейна змова (1976)

### Часті актори
Сім фільмів
- Клер Ґріт: Number 13 (1922), The Ring (1927), The Manxman (1929), Murder! (1930), The Man Who Knew Too Much (1934), Sabotage (1936), Jamaica Inn (1939)

Шість фільмів
- Лео Ґ. Керрол: Rebecca (1940), Suspicion (1941), Spellbound (1945), The Paradine Case (1947), Strangers on a Train (1951), North By Northwest (1959)
- Джон Лонґден: Blackmail (1929), Juno and the Paycock (1930), Elstree Calling (1930), The Skin Game (1931), Young and Innocent (1937), Jamaica Inn (1939)

П'ять фільмів
- Дональд Келтроп: Blackmail (1929), Juno and the Paycock (1930), Elstree Calling (1930), Murder! (1930), Number Seventeen (1932)

Чотири фільми
- Кері Ґрант: Suspicion (1941), Notorious (1946), To Catch a Thief (1955), North By Northwest (1959)
- Едмунд Ґвенн: The Skin Game (1931), Waltzes from Vienna (1934), Foreign Correspondent (1940), The Trouble with Harry (1955)
- Ґордон Гаркер: The Ring (1927), The Farmer's Wife (1928), Champagne (1928), Elstree Calling (1930)
- Філліс Констем: Champagne (1928), Blackmail (1929), Murder! (1930), The Skin Game (1931)
- Джеймс Стюарт: Rope (1948), Rear Window (1954), The Man Who Knew Too Much (1956), Vertigo (1958)

Три фільми
- Інґрід Берґман: Spellbound (1945), Notorious (1946), Under Capricorn (1949)
- Вайолет Фаребразер: Downhill (1927), Easy Virtue (1928), Murder! (1930)
- Чарльз Галтон: Foreign Correspondent (1940), Mr. & Mrs. Smith (1941), Saboteur (1942)
- Патриція Гічкок: Stage Fright (1950), Strangers on a Train (1951), Psycho (1960)
- Ієн Гантер: The Ring (1927), Downhill (1927), Easy Virtue (1928)
- Ізабель Джинс: Downhill (1927), Easy Virtue (1928), Suspicion (1941)
- Малкольм Кін: The Mountain Eagle (1926), The Lodger (1927), The Manxman (1929)
- Ґрейс Келлі: Dial M for Murder (1954), Rear Window (1954), To Catch a Thief (1955)
- Басил Редфорд: Young and Innocent (1937), The Lady Vanishes (1938), Jamaica Inn (1939)
- Джон Вільямс: The Paradine Case (1947), Dial M for Murder (1954), To Catch a Thief (1955)

Два фільми
- Марі Олт: The Lodger (1927), Jamaica Inn (1939)
- Карл Бріссон: The Ring (1927), The Manxman (1929)
- Медлін Керол: «39 сходинок» (1935), «Секретний агент» (1936)
- Джозеф Коттен: Shadow of a Doubt (1943), Under Capricorn (1949)
- Г'юм Кронін: Shadow of a Doubt (1943), Lifeboat (1944)
- Роберт Каммінґс: Saboteur (1942), Dial M for Murder (1954)
- Джоан Фонтейн: Rebecca (1940), Suspicion (1941)
- Фарлі Ґрейнджер: Rope (1948), Strangers on a Train (1951)
- Голл-Девіс Лілліан: The Ring (1927), The Farmer's Wife (1928)
- Тіппі Гедрен: The Birds (1963), Marnie (1964)
- Робін Ірвайн: Downhill (1927), Easy Virtue (1928)
- Джон Лорі: Juno and the Paycock (1930), The 39 Steps (1935)
- Айвор Новело: The Lodger (1927), Downhill (1927)
- Анні Ондра: The Manxman (1929), Blackmail (1929)
- Ґреґорі Пек: Spellbound (1945), The Paradine Case (1947)
- Гаррі Террі: The Ring (1927), The Manxman (1929)

Багато хто з британських акторів додатково з'явилися в деяких з двох десятків фільмів Гічкока в інших ролях, таких як співавтор, дизайн назв, художній керівник і помічник режисера.

## Камео Гічкока

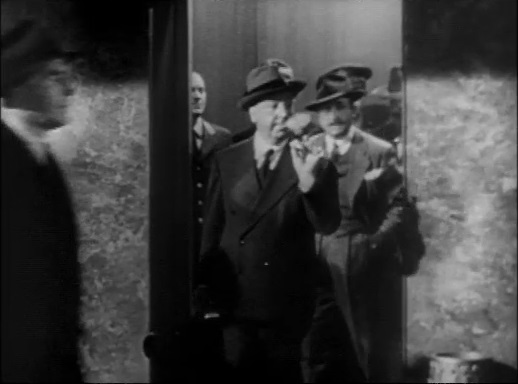
Камео Гічкока у фільмі Заворожений

Камео — епізодичні ролі Альфреда Гічкока, зіграні ним у власних фільмах, що стали частиною фірмового стилю режисера. Вперше Гічкок з'явився в кадрі у своєму фільмі «Квартирант»: коли для однієї зі сцен режисерові знадобилися додаткові виконавці, він вирішив спробувати себе як актор. Всього Гічкок зіграв більше тридцяти камео у власних фільмах.
У серії інтерв'ю з Франсуа Трюффо Гічкок розповідає, що воліє з'являтися на екрані в самому початку фільму. У такому випадку глядачі, знайомі зі звичкою режисера з'являтися у власних фільмах зможуть розслабитися від пошуків метра на екрані та зосередитися власне на фільмі.
Опис камео
- 1937 — «Молодий та невинний»: Гічкок з'являється в образі репортера-фотографа (одна із найдовших його ролей).
- 1940 — «Іноземний кореспондент»: Коли Джоел Маккрі на початку фільму покидає Лондонський готель, Гічкок не поспішаючи йде йому назустріч і читає газету.
- 1940 — «Ребекка»: Можна помітити в сцені, де Джек Фавелл телефонує незадовго до закінчення фільму.
- 1941 — «Підозра»: Кидає листа в поштову скриньку на вулиці (дальній план).
- 1941 — «Містер і місіс Сміт» — перехожий, що затримує містера Сміта.
- 1943 — «Тінь сумніву»: пасажир у потязі, який грає в карти.
- 1943 — «Рятувальна шлюпка»: У газеті, в рекламному модулі засоби для схуднення.
- 1946 — «Лиха слава»: Випиває келих шампанського на прийомі та швидко йде.
- 1947 — «Справа Парадайна»: Людина з контрабасом, що виходить з поїзда.
- 1948 — «Мотузка»: Дві появи: (1) Йде по вулиці у супроводі жінки одразу після початкових титрів. (2) Його знаменитий профіль над написом Reduco (фіктивна торгова марка втрати ваги, використана раніше у фільмі «Рятувальна шлюпка») виникає на червоній миготливій неоновій вивісці, яку видно з вікна квартири (одне із найнепримітніших камео Гічкока).
- 1949 — «Під знаком козерога»: З'являється двічі — спочатку на міській площі під час параду в синьому пальто та коричневою капелюсі, потім на сходах резиденції губернатора.
- 1950 — «Страх перед сценою»: Йде вулицею та обертається, аби поглянути на Джейн Ваймен.
- 1951 — «Незнайомці в потягу»: Намагається сісти в поїзд з величезним контрабасом .
- 1953 — «Я сповідаюся»: На сходовому майданчику (в перших кадрах фільму).
- 1954 — «Вікно у двір»: Заводить годинник в квартирі музиканта. (26хв 20сек)
- 1954 — «У випадку вбивства набирайте „М“»: На фотографії однокурсників з організатором та виконавцем убивства. (13хв 13сек)
- 1955 — «Спіймати злодія»: Сидить поряд з Кері Грантом в автобусі.
- 1955 — «Неприємності з Гаррі»: Йде повз лімузин, припаркований поряд із виставкою картин.
- 1956 — «Людина, що знала надто багато»: Один з глядачів акробатичної вистави на ринку в Марракеші.
- 1958 — «Запаморочення»: Перетинає вулицю.
- 1959 — «На північ через північний захід»: Практично на самому початку фільму: намагається вскочити в автобус, але спізнюється.
- 1960 — «Психо»: Проходить навпроти офісу Джанет Лі в ковбойському капелюсі.
- 1963 — «Птахи»: Виходить з зоомагазину з двома песиками.
- 1964 — «Марні»: Виходить з номера в готелі.
- 1966 — «Розірвана завіса»: Сидить у холі готелю з дитиною на правому коліні. Пересаджує дитину на інше коліно. Витирає коліно рукою, опускає руку і робить кумеднний жест.
- 1969 — «Топаз»: У приміщенні аеропорту його притискають до інвалідного візка, підводиться, вітається з якимось чоловіком і йде.
- 1972 — «Безумство»: Стоїть у центрі натовпу слухачів, єдиний, хто не аплодує оратору.
- 1976 — «Сімейна змова»: Його знаменитий силует видно крізь двері бюро реєстрації народжень та смертей.